# Ornithogalum pamphylicum
Ornithogalum pamphylicum är en sparrisväxtart som beskrevs av O.D.Düsen och Sümbül. Ornithogalum pamphylicum ingår i släktet stjärnlökar, och familjen sparrisväxter.
Artens utbredningsområde är Turkiet. Inga underarter finns listade i Catalogue of Life.